# Kotelní jámy
Kotelní jámy (německy Kesselgruben) je chráněné území na jižních svazích hory Kotel v Krkonoších. Tvoří je dva ledovcové kary, Velká a Malá kotelní jáma vymodelované ledovcovou činností v čtvrtohorách a rozkládající se v nadmořské výšce přibližně 1050 až 1400 metrů. Podklad Velké resp. Malé kotelní jámy je tvořen žulou resp. svorem. Mezi oběma jámami se tyčí skalnatý Liščí hřebínek.
Roku 1952 bylo území Kotelních jam o rozloze 10101 hektarů vyhlášeno státní přírodní rezervací mimo jiné pro ochranu vzácných druhů rostlin (například hvozdík pyšný, lilie zlatohlávek, sasanka narcisokvětá nebo lomikámen vstřícnolistý). V karech se vyskytují zbytky ledovcových morén, svahy mají místy sklon až 45 stupňů. Kotelními jamami vede zelená turistická značka z Dvoraček na Horní Mísečky; v zimě ji však Horská služba někdy uzavírá z důvodu nebezpečí lavin. Kotelní jámy leží na rozhraní 1. a 2. ochranného pásma Krkonošského národního parku a jsou součástí rozlehlé rezervace Prameny Labe. Z Kotelních jam vytéká Kotelský potok, pravý přítok Jizerky.